# Roßbündta
Roßbündta este o arie protejată (arie specială de conservare — SAC, sit de importanță comunitară — SCI) din Austria întinsă pe o suprafață de 12,62 ha, integral pe uscat.

## Localizare
Centrul sitului Roßbündta este situat la coordonatele 47°01′58″N 9°56′46″E / 47.0328°N 9.946°E.

## Înființare
Situl Roßbündta a fost declarat sit de importanță comunitară în decembrie 2015 pentru a proteja 3 specii de animale. Situl a fost protejat și ca arie specială de conservare în mai 2022.

## Biodiversitate
Situată în ecoregiunea alpină, aria protejată conține 1 habitat natural: Păduri pe pante, grohotișuri și ravene de Tilio-Acerion.
La baza desemnării sitului se află mai multe specii protejate de  păsări (3): ciocănitoare neagră (Dryocopus martius), ciocănitoare de munte (Picoides tridactylus), ciocănitoare verzuie (Picus canus).